# Divisió d'Amritsar
La divisió d'Amritsar fou una divisió administrativa del Panjab sota domini britànic formada per tres districtes:
- Districte d'Amritsar
- Districte de Gurdaspur
- Districte de Sialkot

La superfície era de 13.867 km² i la població el 1881 de 2.729.109 habitants, més de la meitat musulmans. La divisió tenia 5.623 pobles. La capital era Amritsar.
La divisió es va crear vers 1870 però va desaparèixer vers 1890.